# Фабро, Лучано

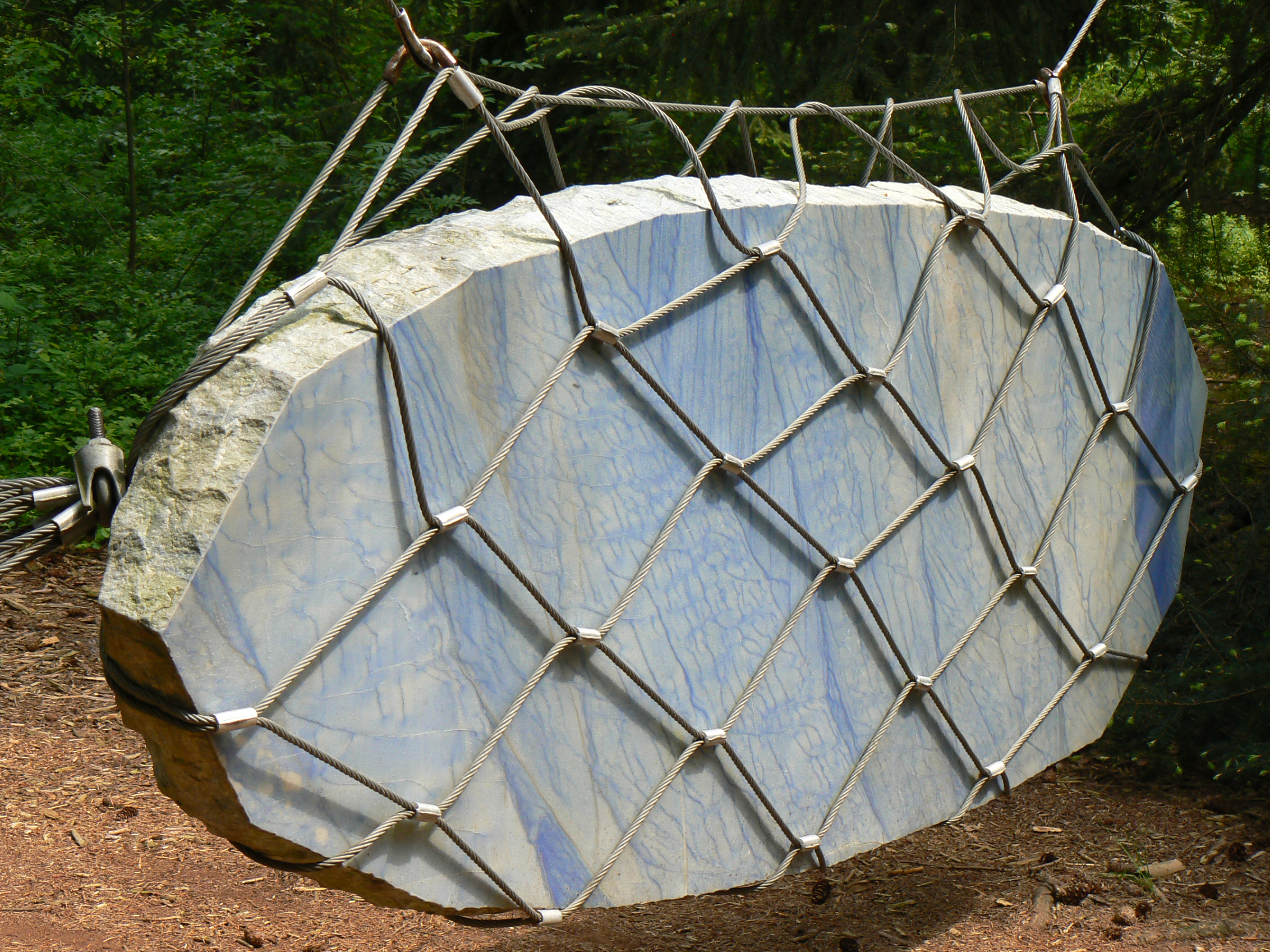
Два лика неба (1986)

Лучано Фабро (итал. Luciano Fabro, 20 ноября 1936 г. Турин — ум. 22 июня 2007 г. Милан) — итальянский художник, скульптор и теоретик искусства, один из крупнейших представителей направления арте повера (Arte povera) в итальянском искусстве.

## Жизнь и творчество
Л.Фабро овладел живописью самоучкой. В 1954—1958 годах он впервые занимается подвижными объектами и создаёт из них произведения искусства. В 1959 году Фабро приезжает в Милан и с тех пор живёт в этом городе до самой смерти. Начиная с 1960-х годов Фабро считается одним из крупнейших представителей Arte povera и известнейших художников Италии. В 1965 состоялась его первая персональная выставка в галерее Висмара в Милане. Особенно заметной оказалась его серия «Италия» — сложенные из различных материалов (металлов, тканей, стекла) силуэты этой страны.
Художник принимает участие в знаменитых выставках современного искусства documenta в немецком городе Кассель: в 1972 — в documenta 5, в 1982 — documenta 7, в 1992 — в documenta 9. Его объекты, инсталляции и произведения концептуального искусства выставлялись в крупнейших мировых музеях современного искусства — в Фонде Жоана Миро в Барселоне (1990), в Художественном музее Люцерна (1991), Музее современного искусства в Сан-Франциско (1992), в 1996 году — в парижском Центре Жоржа Помпиду, в 1997 — в галерее Тейт в Лондоне.
Длительное время Л.Фабро занимался преподавательской деятельностью. Так, более 20 лет он — доцент в миланской Академии ди Брера. Здесь он в 1995 году, в частности, анализирует и комментирует собрание лекций «Пространство и время в изобразительном искусстве» Павла Флоренского, которые русский мыслитель читал на курсах ВХУТЕМАСа в Москве в 1923—1924 годах.
Л.Фабро скончался от инфаркта.

## Сочинения
- Luciano Fabro, Pavel Florenskij: VChUTEMAS. Betrachtungen zu den Vorlesungen «Raum und Zeit in der bildenden Kunst», gehalten von Pavel Florenskij 1923 und 1924 an den VChUTEMAS in Moskau, vorgetragen 1995 an der Accademia di Brera in Mailand. Gachnang & Springer, Bern/Berlin 2004, ISBN 3-906127-75-3.